# 121654 Michaelpryzby
121654 Michaelpryzby este o planetă minoră (asteroid), cu un diametru de 5,747 km, din centura de asteroizi. A fost descoperită pe 4 decembrie 1999 la Catalina Station⁠(d) de Catalina Sky Survey. 
Obiectul prezintă o orbită caracterizată de o semiaxă mare de 3,213831864775 UAi, o excentricitate de 0,1, o înclinație de 6,4 ° în raport cu ecliptica.